# Болгари (Габровская область)
Болгари (болг. Българи) — село в Болгарии. Находится в Габровской области, входит в общину Севлиево.
Население села на 1 января 2007 года составляло 11 жителей 

## Политическая ситуация
Кмет (мэр) общины Севлиево — Йордан Георгиев Стойков (коалиция в составе 5 партий: Болгарская социал-демократия (БСД), Болгарская социалистическая партия (БСП), Движение за социальный гуманизм (ДСХ), Земледельческий союз Александра Стамболийского (ЗСАС), Политический клуб «Экогласность») по результатам выборов.